# Saša Vereš
Saša Vereš (Beograd, 11. srpnja 1928. – Zagreb, 30. siječnja 1992.), hrv. književnik i publicist. Pisao je eseje, feljtone, književne prikaze, dnevničku prozu, a najvažniji su mu putopisi. Scenarist popularnih televizijskih emisija. Radio kao urednik u Leksikografskom zavodu u Zagrebu.
U Zagrebu studirao na Filozofskom fakultetu u Zagrebu. Diplomirao slavistiku i francuski jezik 1954. godine. Od 1961. bio je urednik u Leksikografskom zavodu. Bio je urednik časopisa Kolo. 

## Djela
Važnija djela:
- Moskovski dnevnik
- Ahmed i Hanibal
- Kina, putopis
- Između Kirke i Narcisa
- Tri ljeta gospodnja
- Hrvatski Pariz

U feljtonima i esejima mnogo je prostora posvetio Krležinim djelima i Krleži, čak sedamdesetak tekstova. Uglavnom su bile marginalije uz izdanja raznih Krležinih knjiga.
O Krleži je napisao scenarije za četiri televizijske emisije o Krleži, koje su bile često prikazivane: Vedute Krležina Zagreba (1973.), Pismo iz Koprivnice (1977.), Krleža - njim samim (1979.), Prema drugoj obali (1984.).
Priredio knjige i napisao predgovore izdanjima iz serijala Pet stoljeća hrvatske književnosti u izdanju Matice hrvatske.